# Una tienda para asesinos
Una tienda para asesinos (en hangul, 킬러들의 쇼핑몰; McCune-Reischauer, K'illŏdŭrŭi syop'ingmol; literalmente, «Centro comercial del asesino») es una serie de televisión web surcoreana creada, escrita y dirigida por Lee Kwon, y protagonizada por Lee Dong-wook y Kim Hye-jun. Basada en la novela homónima de Kang Ji-young y dividida en ocho capítulos, se lanzó en la plataforma Disney+ desde el 17 de enero hasta el 7 de febrero de 2024.

## Sinopsis
Jeong Ji-an es una joven que debe luchar por su supervivencia cuando se convierte en el objetivo de asesinos altamente calificados, debido al peligroso legado dejado por su tío Jeong Jin-man, quien murió inesperadamente. Tratando de descubrir qué está pasando, regresa a sus primeros años para recordar lo que le enseñó Jin-man.

## Reparto

### Principal
- Lee Dong-wook como Jeong Jin-man, un hombre que dirige en secreto un centro comercial inusual llamado 'Murthehelp' y ha estado cuidando a su sobrina, Ji-an.[5][6][7]
- Kim Hye-jun como Jeong Ji-an, una joven que creció con su tío después de perder a sus padres.[5][7][8]
  - Ahn Se-bin como Ji-an de niña.[1]
  - Cho Si-yeon como Ji-an, a los 13 años.

### Secundario
- Seo Hyun-woo como Lee Seong-jo, un francotirador de primer nivel.[9][10]
- Jo Han-sun como Bale, un hombre que solo disfruta matando y al que temen incluso otros asesinos.[11][12]
- Park Ji-bin como Bae Jeong-min, un amigo de la infancia de Jeong Ji-an, y trabajador a tiempo parcial en un centro comercial de productos agrícolas dirigido por Jeong Jin-man.[13][14]
  - Kim Ye-gyeom como Jeong-min de niño.
- Geum Hae-na como So Min-hye, quien fue rescatada por Jin-man y después se convirtió en una asesina especializada en toda clase de armas, así como en peleas a puño limpio.[15][14]
- Lee Tae-young como Brother, un sospechoso trabajador a tiempo parcial que ha estado administrando el centro comercial lleno de secretos sin que nadie lo sepa.[14][16]
- Kim Min como Pasin, profesor de muay thai de Ji-an y colega de toda la vida de Jin-man.[14][17]
- Park Jeong-woo como Honda, un joven con sordera que se comunica con el lenguaje de señas.[18][19]
- Jeong Yi-heon como Jun-cheol, un miembro del equipo mercenario que confía en Jin-man y lo sigue.[20][21]
- Park Sang-won como Seong-hwan, un nuevo mercenario de Babylon.[22]
- Ahn Kil-kang como Lee Yong-han, el jefe de Babylon, una organización mercenaria.
- Kim Jun-bae como el Sr. Kim.
- Han Chul-woo como el padre de Ji-an.
- Song Ah-kyung como la madre de Ji-an.
- Hwang Dae-ki como Bongo.

### Apariciones especiales
- Cha Mi-kyung como la abuela de Ji-an  (episodio 1).
- Kim Han-jong como un taxista (ep. 1).
- Kim Yoon-sung como el detective Park  (ep. 1).
- Cho Ji-an como Jun-myeon  (ep. 4).

## Producción
La serie está coproducida por Merry Christmas y Project Onion. Se basa en la novela homónima de Kang Ji-young. Con respecto a esta en la adaptación se ha reforzado el mundo de los villanos, que en el libro no se describe en detalle, y se da más peso al personaje llamado Lee Seong-jo. También se añade información sobre el pasado del protagonista Jeong Ji-man. Con respecto a este, la autora Kang Ji-young se mostró muy satisfecha con la adherencia al mismo mostrada por Lee Dong-wook.
La serie incluye numerosas escenas de acción, lo que obligó a varios actores a prepararse para ellas. Kim Hye-jun fue desde tres meses antes del rodaje a una escuela de acción donde se ejercitó con armas de fuego, y aprendió muay thai de la mano de Kim Min, experto en esta especialidad de lucha.
El 14 de diciembre de 2023 se distribuyó el cartel de lanzamiento y se anunció la fecha del mismo para el 17 del mes siguiente. El 20 de diciembre se publicaron un cartel y un avance de la serie.
La banda sonora está a cargo de Choi Dong-hoon, más conocido como Primary, con el que el director había trabajado ya mucho tiempo atrás en publicidad y vídeos musicales, y también en la ópera prima de este. El 16 de febrero, una vez terminada la emisión, se lanzó la BSO en un disco que contiene 52 pistas.

### Segunda temporada
El hecho de que la obra original esté dividida en dos partes ha suscitado expectativas entre los espectadores sobre una posible segunda temporada de la serie. En febrero de 2024, el director Lee Kwon declaró que no se había tomado aún ninguna decisión al respecto, pese a las solicitudes recibidas, aunque era favorable a realizarla; añadió que, si se llegaba a hacer, le gustaría desentrañar en ella el pasado del personaje Jeong Jin-man.

## Recepción
Una tienda para asesinos se mantuvo tres semanas entre los diez programas más vistos de Disney+ no solo en Corea del Sur sino también en otros cinco países, entre los cuales Japón.

### Crítica
Puah Ziwei (New Musical Express) señala que la serie adolece, al menos en sus dos primeros episodios, de algunas incosnistencias lógicas en la trama que pueden causar sorpresa, como por ejemplo que ni Ji-an ni Jin-man hayan cambiado sus nombres pese al grave peligro que corrían. Sin embargo, la serie logra captar el interés del espectador y avanza rápidamente con un guion de ritmo estricto, sin escenas de relleno, «mientras que los pocos momentos de calma son emocionalmente impactantes y genuinamente apasionantes. El misterio de quién es y por qué persiguen a Ji-an después de todos estos años es solo la guinda del pastel».
También Juan Luis Sánchez (Decine21) subraya el buen ritmo de la narración y que la serie mantiene el interés del espectador, aunque «quizás se excede en giros folletinescos, a veces un tanto increíbles o sensibleros». La serie «dosifica bien la intriga al tiempo que denuncia las actividades del turbulento mundo del internet oculto, y los bajos fondos coreanos», pero peca de un reparto irregular, donde la sobriedad y economía de gestos de Kim Hye-jun contrasta con un cierto histrionismo de algunos compañeros de reparto.